# Reddyanus jayarathnei
Espèce
Reddyanus jayarathnei est une espèce de scorpions de la famille des Buthidae.

## Distribution
Cette espèce est endémique du Sri Lanka. Elle se rencontre vers Galle.

## Description
Le mâle holotype mesure 45,5 mm et la femelle paratype 37,1 mm.

## Étymologie
Cette espèce est nommée en l'honneur de V. A. Sanjeewa Jayarathne.

## Publication originale
- Kovařík, Lowe, Ranawana, Hoferek, Jayarathne, Plíšková & Šťáhlavský, 2016 : « Scorpions of Sri Lanka (Arachnida, Scorpiones: Buthidae, Chaerilidae, Scorpionidae) with Description of Four New Species of the Genera Charmus Karsch, 1879 and Reddyanus Vachon, 1972, stat. n. » Euscorpius, no 220, p. 1-133 (texte intégral).